# Charari Sharief
Charari Sharief is een stad en “notified area” in het district Badgam van het Indiase unieterritorium Jammu en Kasjmir.

## Demografie
Volgens de Indiase volkstelling van 2001 wonen er 7.378 mensen in Charari Sharief, waarvan 53% mannelijk en 47% vrouwelijk is. De plaats heeft een alfabetiseringsgraad van 48%.